# Сура Фуссілат
Сура Фуссілат (араб. سورة فصلت‎) або Роз'яснені — сорок перша сура Корану. Мекканська, містить 54 аяти.